# Cohors I Batavorum (Pannonia)
Die Cohors I Batavorum [milliaria] [equitata] [civium Romanorum] [pia fidelis] (deutsch 1. Kohorte der Bataver [1000 Mann] [teilberitten] [der römischen Bürger] [loyal und treu]) war eine römische Auxiliareinheit. Sie ist durch Militärdiplome und Inschriften belegt.

## Namensbestandteile
- Cohors: Die Kohorte war eine Infanterieeinheit der Auxiliartruppen in der römischen Armee.

- I: Die römische Zahl steht für die Ordnungszahl die erste (lateinisch prima). Daher wird der Name dieser Militäreinheit als Cohors prima .. ausgesprochen.

- Batavorum: der Bataver. Die Soldaten der Kohorte wurden bei Aufstellung der Einheit aus dem Volk der Bataver rekrutiert.

- milliaria: 1000 Mann. Je nachdem, ob es sich um eine Infanterie-Kohorte (Cohors milliaria peditata) oder einen gemischten Verband aus Infanterie und Kavallerie (Cohors milliaria equitata) handelte, lag die Sollstärke der Einheit entweder bei 800 oder 1040 Mann. Der Zusatz kommt in Militärdiplomen von 98 bis 165 und Inschriften[1] vor. In den Militärdiplomen wird bis auf wenige Ausnahmen statt milliaria das Zeichen {\displaystyle \infty } verwendet.

- equitata: teilberitten. Die Einheit war ein gemischter Verband aus Infanterie und Kavallerie.

- civium Romanorum: der römischen Bürger. Den Soldaten der Einheit war das römische Bürgerrecht zu einem bestimmten Zeitpunkt verliehen worden.[A 1] Für Soldaten, die nach diesem Zeitpunkt in die Einheit aufgenommen wurden, galt dies aber nicht. Sie erhielten das römische Bürgerrecht erst mit ihrem ehrenvollen Abschied (Honesta missio) nach 25 Dienstjahren. Der Zusatz kommt in Militärdiplomen von 112 bis 151 und einer Inschrift[2] vor.

- pia fidelis: loyal und treu. Domitian (81–96) verlieh den ihm treu gebliebenen römischen Streitkräften in Germania inferior nach der Niederschlagung des Aufstands von Lucius Antonius Saturninus die Ehrenbezeichnung pia fidelis Domitiana.[3] Der Zusatz kommt in Militärdiplomen von 98 bis 142 und einer Inschrift[4] vor.

Die Einheit war eine Cohors milliaria equitata. Die Sollstärke der Einheit lag daher bei 1040 Mann, bestehend aus 10 Centurien Infanterie mit jeweils 80 Mann sowie 8 Turmae Kavallerie mit jeweils 30 Reitern.

## Geschichte
Die Kohorte war in den Provinzen Pannonia, Pannonia superior und Dacia Porolissensis (in dieser Reihenfolge) stationiert. Sie ist auf Militärdiplomen für die Jahre 98 bis 165 n. Chr. aufgeführt. Tacitus erwähnt Kohorten der Bataver sowohl an mehreren Stellen in den Historiae als auch in seinem Werk Agricola (Kapitel 36).
Die Kohorte war vermutlich um 89 n. Chr. in der Provinz Germania inferior stationiert. Die Einheit wurde danach wohl um 92 in die Provinz Pannonia verlegt. Der erste Nachweis der Einheit in Pannonia beruht auf einem Diplom, das auf 98 datiert ist. In dem Diplom wird die Kohorte als Teil der Truppen (siehe Römische Streitkräfte in Pannonia) aufgeführt, die in der Provinz stationiert waren. Weitere Militärdiplome, die auf 100 bis 116 datiert sind, belegen die Einheit in derselben Provinz (bzw. ab 112 in Pannonia superior).
Zu einem unbestimmten Zeitpunkt wurde die Kohorte nach Dacia Porolissensis verlegt, wo sie erstmals durch ein Diplom nachgewiesen ist, das auf 123 datiert ist. In dem Diplom wird die Kohorte als Teil der Truppen (siehe Römische Streitkräfte in Dacia) aufgeführt, die in der Provinz stationiert waren. Weitere Diplome, die auf 130/131 bis 165 datiert sind, belegen die Einheit in derselben Provinz.

## Standorte
Standorte der Kohorte in Dacia waren möglicherweise:
- Potaissa (Turda): zwei Inschriften[8] wurden hier gefunden.

Standorte der Kohorte in Pannonia waren möglicherweise:
- Solva (Esztergom):[5] eine Inschrift[9] wurde hier gefunden.

## Angehörige der Kohorte
Folgende Angehörige der Kohorte sind bekannt:

### Kommandeure
| - []ius Cominianus: er wird auf dem Diplom von 142 als Kommandeur genannt. - Αυρηλιος Ουαλεντινος, ein Tribun (AE 1900,169) | - Galeo Tettienus Bellicus: er wird auf dem Diplom von 165 als Kommandeur genannt. - Tullius Secundus: er wird auf dem Diplom von 113 als Kommandeur genannt. |

### Sonstige
| - [?], ein Reiter: das Diplom von 142 wurde für ihn ausgestellt. - Aelius Certus, ein Signifer (CIL 3, 13760) - Aur(elius) Reatinus, ein Soldat (CIL 3, 13766) - C. Campanius Vitalis, ein Centurio (CIL 3, 839) | - M. Ulpius, ein Fußsoldat: das Diplom von 113 wurde für ihn ausgestellt. - M(arcus) Ulp(ius) Aeb[utianus], ein Soldat (AE 2003, 1373) - M(arcus) Ulp[i]us Inam[nus] (AE 2003, 1373) - Sextus, ein Fußsoldat: das Diplom von 165 wurde für ihn ausgestellt. |